# گانیت
گانیت (انگلیسی: Gannett) شرکت هلدینگ رسانه‌های گروهی آمریکایی است، که تمرکز اصلی آن در زمینه انتشارات، مدیریت رسانه و ارائه اخبار می‌باشد. این شرکت مالک شبکه‌ای از چندین روزنامه و خبرگزاری محلی در ایالت‌های مختلف است و به‌عنوان بزرگ‌ترین شرکت انتشارات روزنامه در ایالات متحده شناخته می‌شود. از روزنامه‌های متعلق به گانیت می‌توان به یواس‌ای تودی اشاره کرد. دفتر مرکزی این شرکت در شهر تایسونز کرنر، ویرجینیا قرار دارد و بخشی از سهام آن در بازار بورس نیویورک معامله می‌شود.